# جورج جون بارك
جورج جون بارك (بالإنجليزية: George John Park)‏ هو مدرس نيوزيلندي، ولد في 1880، وتوفي في 1977.